# Plaza de la Revolución (municipalité)
Pour l’article homonyme, voir Place de la Révolution (La Havane).
Plaza de la Revolución est l'une des quinze municipalités de la ville de La Havane à Cuba.

## Géographie
Centrée autour de place de la Révolution, elle s'étend sur 1 200 hectares jusqu'au Malecón sur 4 km de côtes et comprend le quartier de Vedado. Elle est divisée en huit conseils locaux de Carmelo, Vedado-Malecón, Rampa, Príncipe, Plaza, Nuevo Vedado-Puentes Grandes, Colón-Nuevo Vedado et Vedado.

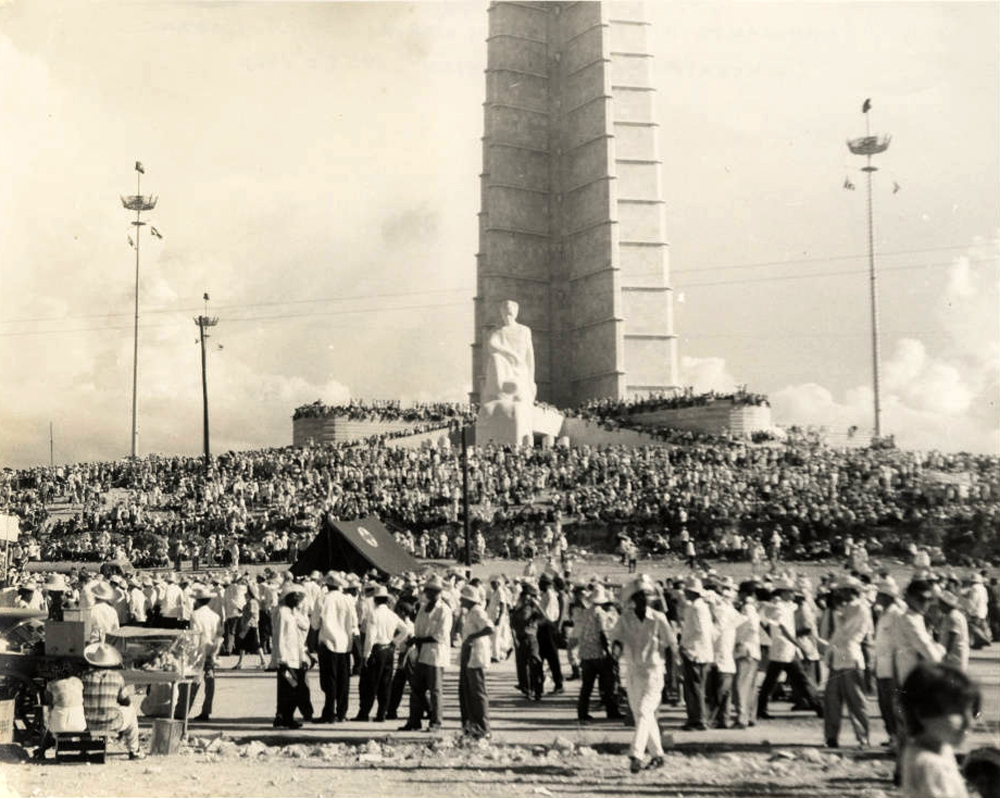
Le mémorial José Martí en 1959.

## Démographie
Municipalité peu étendue, elle présente une forte densité de population avec 144 190 habitants en 2017.